# Leidya infelix
Leidya infelix là một loài chân đều trong họ Bopyridae. Loài này được Markham miêu tả khoa học năm 2002.